# Elezioni presidenziali in Burkina Faso del 2010
Le elezioni generali in Burkina Faso del 2010 si tennero il 21 novembre.

## Risultati
| Candidati                    | Partiti                                                       | Voti      | %     |
| ---------------------------- | ------------------------------------------------------------- | --------- | ----- |
| Blaise Compaoré              | Congresso per la Democrazia e il Progresso                    | 1 357 955 | 80,15 |
| Hama Arba Diallo             | Partito per la Democrazia e il Socialismo                     | 139 114   | 8,21  |
| Bénéwendé Stanislas Sankara  | Unione per la Rinascita/Partito Sankarista                    | 107 331   | 6,34  |
| Boukari Kaboré               | Unione Sankarista - Movimento Panafricano del Burkina Faso    | 39 188    | 2,31  |
| Maxime Kaboré                | Partito Indipendente del Burkina Faso                         | 25 085    | 1,48  |
| Pargui Emile Paré            | Movimento Popolare per il Socialismo                          | 14 560    | 0,86  |
| Ouampoussoga François Kaboré | Partito per la Democrazia e il Progresso - Partito Socialista | 10 964    | 0,65  |
| Totale                       | Totale                                                        | 1 694 197 | 100   |